# Bergregion (Little League Baseball World Series)
Die Bergregion (original: Mountain-Region) ist eine der zehn Regionen der Vereinigten Staaten, welche Teilnehmer an die Little League Baseball World Series, das größte Baseball-Turnier für Jugendliche, entsendet. Die Bergregion wurde 2022 neu formiert und erstreckt sich über die US-amerikanischen Anrainerstaaten der Rocky Mountains.

## Teilnehmende Staaten
- Nevada (vormals Region West)
- Utah (vormals Region West)

Teilnehmer der Region Berge

- Colorado (ab 2024, vormals Region Südwest)
- Wyoming (vormals Region Nordwest)
- Montana (vormals Region Nordwest)

## Regionale Meisterschaften
Die jeweiligen Gewinnermannschaften der regionalen Meisterschaften sind in grün markiert.
| Jahr | Nevada                                       | Utah                                         | Wyoming                                       | Montana                                            | Colorado                                       |
| ---- | -------------------------------------------- | -------------------------------------------- | --------------------------------------------- | -------------------------------------------------- | ---------------------------------------------- |
| 2022 | Paseo Verde Little League Henderson (Nevada) | Snow Canyon Little League Santa Clara (Utah) | Gilette Little League Gillette (Wyoming)      | Boulder Arrowhead Little League Billings (Montana) |                                                |
| 2023 | Henderson Little League Henderson (Nevada)   | Snow Canyon Little League Santa Clara (Utah) | Torrington Little League Torrington (Wyoming) | Boulder Arrowhead Little League Billings (Montana) |                                                |
| 2024 | Paseo Verde Little League Henderson (Nevada) | Dixie Little League St. George (Utah)        | Torrington Little League Torrington (Wyoming) | Boulder Arrowhead Little League Billings (Montana) | North Boulder Little League Boulder (Colorado) |